# Alois Arnegger
Alois Arnegger, född 9 mars 1879 i Wien i Österrike, död 11 augusti 1963 i Wien i Österrike, var en österrikisk landskapsmålare.

## Karriär
Arnegger studerade vid Wiens konstakademi där han blev lärd av Robert Russ och August Eisenmenger. Han mest känd över sina dramatiska sommar- och vinterlandskap. Under de första åren målade han bara österrikiska landskap, såsom Alperna eller vinodlingsstaden Senftenberg, där han ofta tillbringade sin somrar. Men efter sina studieresor till Italien på 1920-talet skiftade fokuset mer till medelhavskustlandskapet, såsom vyerna över Neapel eller Capri.[källa behövs]

## Verk
Genom hela sin karriär gjorde Arnegger ett tusental målningar som idag ägs av framförallt privata samlare.[källa behövs] Hans tavlor på konstauktioner föreställer ofta bergslandskap och går för mellan 2 000 och 10 000 euro styck. Några verk var postumt med i utställningen Alpenromantik in der Landschaftsmalerei som hölls mellan 2010 och 2011. Nedan har ett urval av hans verk valts ut som ett bildgalleri: